# Ванникова, Нинель Ивановна
Нинель Ивановна Ванникова (13 января 1931, Саратов — 29 апреля 2017, Москва) — советский и российский филолог, переводчик.
Кандидат филологических наук. Доцент кафедры истории зарубежной печати и литературы факультета журналистики МГУ имени М.В. Ломоносова, один из самых ярких преподавателей факультета за всю его историю. Автор более 40 фундаментальных трудов по зарубежной литературе Средневековья и Возрождения, 8 учебных курсов.

## Ранние годы
Отец — Иван Михайлович Сиденко (29.4.1906 — 11.4. 1982), преподавал в Саратовском строительном техникуме. Мать — Мария Евлампиевна Егорова (18.12.1908 — 8.9.2000), преподавала химию в Саратовском мединституте.
После окончания средней школы в Саратове поступила на филологический факультет МГУ, который успешно окончила в 1955 году. Дипломную работу подготовила под руководством заведующего кафедрой истории зарубежной литературы Леонида Григорьевича Андреева, на его же кафедре защитила в 1970 году  кандидатскую диссертацию на тему «Франкоязычная литература Канады». По материалам диссертации в 1969 году выпущена книга, переизданная в 1987 году.

## Преподаватель
С 1957 года на преподавательской работе, с 1 сентября 1963-го и до последних дней жизни — на факультете журналистики МГУ. Доцент кафедры истории зарубежной печати и литературы (ныне — кафедра зарубежной журналистики и литературы). До 31 августа 2014 года — штатный преподаватель, с 1 сентября 2014 — совместитель.
Нинель Ивановна стала легендой факультета журналистики благодаря глубокому знанию предмета, образности своих лекций и авторскому подходу к литературе Западной Европы. Лекции Ванниковой проходили при неизменных аншлагах. Она читала курсы:
- История зарубежной литературы Средневековья и Возрождения (I курс дневного и вечернего отделения);
- История зарубежной литературы XVII—XVIII вв. (II курс дневного и вечернего отделения);
- История зарубежной литературы XX в. (Франция) (IV курс дневного отделения)[2].

Известная журналистка Алла Боссарт в прощальном эссе о Ванниковой написала: «Она преподавала у нас на журфаке зарубежную литературу и научила читать много поколений журналистов». «Она требовала от студентов чуть менее глубоких знаний по истории литературы Средних веков и эпохи Возрождения, чем её собственные. А это означало, что ночью тебя разбуди, а ты должен ответить, чем миннезингеры отличались от трубадуров, в чём исповедовался Августин, чем Зигфрид отличался от Сигурда», — вспоминает другой выпускник журфака. «Если бы не Нинель Ивановна Ванникова, преподававшая нам историю зарубежной литературы, я, возможно, не влюбилась бы на всю жизнь в „Старшую Эдду“ и „Песнь о нибелунгах“. А если бы и влюбилась — то слишком поздно и безрезультатно. И моей книги бы не было, потому что именно эта литература меня и вдохновила», — говорит театральный критик и искусствовед Маргарита Белая.

## Учёный
Основной сферой научных интересов Ванниковой были проблемы истории средневековой литературы, западноевропейская литература XVII—XVIII веков и французская литература XX в.

## Семья
Первый муж — Юрий Вениаминович Ванников (род. 1931), литературовед, переводчик с испанского. Второй муж — Константин Валерьянович Цуринов (1923—1982), преподавал на филфаке МГУ литературу Средних веков и Возрождения, а сама Нинель Ивановна в студенческие годы получила прозвище «Принцесса Грёза» из пьесы Ростана. К. В. Цуринов был крупнейшим специалистом по испанской литературе, учился в МИФЛИ (с 1940 г.) и МГУ (окончил в 1945 г.). В 1945—1947 гг. он работал переводчиком, а затем и секретарем советской части Нюрнбергского трибунала. С 1949 г. — преподаватель филфака МГУ, стал научным руководителем многих будущих медиевистов и испанистов. Детей в семье не было.

## Книги, монографии
- Ванникова Н.И. Канадская литература на французском языке. — М.: Высшая школа, 1969. — 96 с.
- Ванникова Н.И. Канадская литература на французском языке. — М., 1987.
- Ванникова Н.И., Засурский Я.Н., Микеладзе Н.Э. Зарубежная литература двадцатого века. — М.: Изд-во МГУ, 2008. — 136 с.
- Засурский Я.Н., Микеладзе Н.Э., Ванникова Н.И. Зарубежная литература XX века (1914 - 2000). Учебно-методическое пособие. — М.: Изд-во МГУ, 2008. — 136 с.
- Ванникова Н.И. Учебно-методическое пособие по истории зарубежной литературы Средневековья и Возрождения. — М.: Изд-во МГУ, 2014. — 100 с.
- Андре Мальро. Завоеватели. Исторический роман. Перевод с французского: Н. И. Ванникова, Мурашкинцева Е. Д. -- М., 1992.